# 國民革命軍第一軍
國民革命軍第一軍：第一次為黃埔軍校畢業生所建立，首創於1927年。該軍前身是黃埔軍校教導團:22。

## 成立
1924年11月20日，黃埔軍校以該校畢業生組成教導第一團，何應欽任團長；12月26日，成立教導第二團，王柏齡任團長:22。苏联人亚历山大·伊万诺维奇·切列帕诺夫担任军事顾问。

## 沿革

### 東征時期
1925年2月1日，黃埔軍校教導團在校長蔣介石、校政治部代主任周恩來率領下，從黃埔島出發東征，討伐陳炯明部:22。3月下旬，將陳炯明所屬叛軍林虎部和洪兆麟部擊潰，並迫使楊坤如部接受改編，第一次東征結束:22。同年4月13日，中國國民黨中央執行委員會作出決議，以黃埔軍校教導第一、第二團編成黨軍第一旅，何應欽任旅長:22。4月23日，黃埔軍校組成敎導第三團，錢大鈞任團長，歸黨軍第一旅建制:22。4月底擴編成國民革命軍第一師，師長何應欽。5月，駐粵滇軍總司令楊希閔、桂軍總司令劉震寰起兵叛亂，企圖推翻廣州革命政府:22。黨軍第一旅奉命撤離東江，回師廣州，鎮壓楊、劉叛亂:22。同月12日，協同友軍將叛軍全部肅清:22。
1925年7月26日，中國國民黨中央軍事委員會為統一軍隊名稱，決定取消以省別冠名之軍隊名稱，統一稱之為「國民革命軍」:22。8月26日，國民革命軍統一編成5個軍:22。其中，以黨軍第一旅和建國粵軍第四師合編組成國民革命軍第一軍，蔣介石任軍長，何應欽任副軍長，王懋功任参謀長，周恩來為政治部主任:22。以第一旅改為第一師，何應欽兼任師長；以黃埔軍校教導第四團、第五團編成第二師，王懋功兼任師長；以收編粵軍一部編為第三師，譚曙卿代師長:22。第三師從許崇智指揮的建國粵軍部隊中抽調3個團編成。
黄埔军校教导第4团1925年8月编为第2师第4团。1928年7月改编为第1师第1旅第1团。1939年3月第1师裁撤旅部时仍保持第1团番号。在1946年的整军计划中，第1团在1946年4月整编为第1师独立团。整编第1旅覆没后，独立团仍旧恢复第1团番号。1949年12月27日在四川向解放军投诚，部队遣散。历任团长为刘尧宸、陈继承、梁自厚、张本清、许非由、袁朴、李正先、熊志一、王应尊、吴俊、周环、罗志德、敬继舜。
黄埔教导第5团：1925年8月编为第2师第5团后参加北伐。1928年7月改编为第1师第1旅第2团。1939年3月第1师裁撤旅部时仍保持第2团番号。在1946年的整军计划中，第2团在1946年4月整编为第1旅第1团。1946年9月在浮山被歼灭。历任团长为蒋鼎文、严尔艾、文志文、李延年、唐云山、廖昂、杨定南、杨杰、邓宏仪、吴俊、王亚武。后重建。
1925年9月，陳炯明在西南軍閥支持下卷土重來，再度占據東江，威脅廣州國民政府:22。9月20日蔣介石率軍參加第二次東征。國民政府決定以第一軍編為東征軍第一縱隊，何應欽任縱隊長，率部再次東征:22-23。10月14日攻克惠州。至11月底，東征軍全部肅清東江地區之敵:23。東征作戰結束後，該軍將粵軍張和旅與余鷹揚團合編為獨立第二師；將黃埔軍校教導團擴編為教導師:23。此時，該軍下轄：第一師，何應欽兼任師長；第二師，王懋功兼任師；第三師，譚曙卿代師長；獨立第二師，馮軼裴任師長；教導師，王柏齡任師長:23。

### 國民革命軍北伐時期
1926年1月，蔣介石辭去該軍軍長職，何應欽繼任軍長，王柏齡任副軍長，蔣伯誠任參謀長，周恩來任政治部主任:23。此時，該軍下轄第一、第二、第三師編制不變；獨立第2師更名為國民革命軍第14師，教導師改編為第20師:23。錢大鈞接任第一師師長。2月26日，第二師師長王懋功免職，由劉峙接任。不久錢大鈞與王柏齡職務對調。3月，蔣介石通過「中山艦」事件逼迫中國共產黨員退出國民革命軍第一軍，鄧演達接任政治部主任。
1926年7月，在國民政府統一兩廣後，在湖南軍閥唐生智的引導下，決定出師北伐:23。北伐軍中，第1、第2師調借出征，由副軍長王柏齡、參謀長蔣柏誠率領:23。第3、第14、第20師等部，由軍長何應欽率領留守廣東；9月初，第2師參與攻打武漢，第1師攻打南昌。9月第1師投入南昌戰役，成功佔領南昌城後，第1師推進至城外的南潯鐵路牛行車站試圖擊潰該地守軍，但在國民革命軍第六軍的支援下勉強完成作戰。
五省聯軍識破南昌城守備戰力不足，在第二師師長盧香亭命令下，鄭俊彥指揮的陸軍第十師與楊賡指揮的獨立第一旅，配合鄧如琢指揮的陸軍第一師部隊，集結2萬餘人自九江市反攻南昌，在9月23日與南昌與國民革命軍交戰。在戰力懸殊的情況下第六軍守城部隊被擊破逐出，南昌城外的部隊也遭重創潰散，於南昌城內尋歡作樂的副軍長王柏齡棄職潛逃，第1師指揮由副師長王俊代理。此戰敗導致第1師在後續的南昌戰役中遭受重創，失去戰力。
由於南昌城失守使蔣中正憤怒，其餘10月12日集結國民革命軍第2師、國民革命軍第二軍、國民革命軍第三軍反攻，結果大敗。第2師第5團團長文志文在此役陣亡。
同時間，國民革命軍將總預備隊補充師擴編為國民革命軍第21師、國民革命軍第22師，同樣隸屬第一軍，由嚴重、塗思宗分任師長。9月3日，蔣任命何應欽為東路軍總指揮，率所餘各部北伐攻擊福建省。在第1、第2師進入江西省苦戰之同時，蔣介石決定除了第20師仍留守廣東外，任命何應欽為東路軍總指揮，率第3、第14師和以張貞指揮的補充團擴編之國民革命軍獨立第四師，進軍福建征討周蔭人部:23。
在記取戰敗教訓後，蔣中正在1926年11月再度發動第三次南昌戰役，第1師與第2師擔任攻城預備隊，在凃家埠戰鬥、吳城戰鬥等南昌攻城任務中投入作戰，共同攻入南昌城，該役戰勝造成孫傳芳軍力受到重大損失。
1927年1月初，北伐軍在平定江西、福建後，為消滅孫傳芳之「五省聯軍」，決定向長江下游進擊:23。2月下旬，北伐軍分江左、江右軍東進，第一軍下轄第一師、第二師、第二十一師和第二十六軍為江左軍，由白崇禧指揮，沿滬杭路前進，奪取上海；第三、第十四師和第十四軍、第十七軍各兩個師，以及第十九軍一部，由何應欽指揮，協助程潛之江右軍攻占南京:23。顧祝同接任第三師師長、薛岳接任第一師師長。4月，胡宗南代理第一師師長、衛立煌接任第十四師師長、蔣光鼐接任第廿二師師長、陳誠接任第廿一師師長。5月1日，國民革命第一軍進至魯南。7月，撤至蘇南。8月，參加龍潭戰鬥。在此期間，增設新九師隸屬第一軍:23。
由於該軍建制過大（至1927年9月，此軍已轄編制九個師），大本營於1927年9月26日決定將第1師、第2、第22師留歸第一軍建制。另外編成國民革命軍第九軍、國民革命軍第三十二軍兩個軍。
至1927年底，該軍軍長為何應欽（1928年1月由第一軍團總指揮劉峙接任），下轄第一師，師長胡宗南；第二師，師長劉峙兼任；第廿二師，師長蔣光鼐（1928年1月升任副軍長後仍兼師長）。
1928年7月1日，蔣介石舉行各軍編遣會議，成立整理委員會。國民革命軍第一軍於1928年7月縮編為師，25日任命劉峙任師長、張克瑤任副師長。徐庭瑤、胡宗南、張承治分任第一、第二、第三旅旅長。其中第一師和第廿二師、第一軍教導團各一部與國民革命軍第三十三軍第九師另編為國民革命軍第9師，師長蔣鼎文，副師長岳相如；下轄第廿五旅（旅長甘麗初）、第廿六旅（旅長李延年）及第廿七旅（岳相如兼任旅長）。該部於1929年3月參加蔣桂戰爭。蔣以第1師及第9師擴編為第一軍，軍長劉峙。下轄第一師，劉峙兼任師長；第二師，師長顧祝同；第九師，師長蔣鼎文:24。

### 中原大戰時期
1929年4月，第一軍進駐武漢，軍長劉峙被任命為中國國民黨編遺委員會直轄第2編遺分區主任，指揮湖北境內部隊。
1929年西北軍起兵反蔣後，恢復軍建制。10月15日，顧祝同任第一軍軍長，李明揚任副軍長，下轄第一師、第二師、獨立第三旅。並參加討伐西北軍。
1930年5月，中原大戰爆發。第一軍沿隴海鐵路由東向西攻擊:24。
中原大戰中，第一軍，軍長顧祝同。下轄：
- 第一師，師長徐庭瑤、胡宗南（都是代理），下轄第一旅，旅長胡宗南；第二旅，旅長黃；第三旅，旅長彭進之
- 第二師，師長顧祝同，下轄第四旅，旅長樓景越；第五旅，旅長塗思宗；第六旅，旅長鄭洞國
- 第三師，師長陳繼承，下轄第七旅，旅長李思愬；第八旅，旅長李玉堂；第九旅，旅長李仙洲

1931年7月4日，陳繼承任第一軍軍長，下轄第一師，師長胡宗南；第三師，師長陳繼承（兼）；第二師調歸國民革命軍第十七軍。1932年5月，李玉堂接任第三師師長。第一師下轄3個旅，第三師下轄2個旅:24。

### 第一次國共內戰時期
1933年該軍調往甘肅參加圍剿赤匪。之後調出3師，以78師和西北補充旅補充該軍。
1936年初，該軍軍長陳繼承調任豫南特別區善後委員會副委員長兼豫南清剿區指揮官:25；第一师南调湖南镇摄三湘，威慑何键。1936年4月，胡宗南任第一軍代軍長，范漢杰任副軍長:25。胡宗南兼第一師師長，丁德隆升任第七十八师师长，下辖两旅，廖昂、李用章分为第二三二、二三四旅旅长。不久回驻陕西。11月20日，丁德隆部进驻山城堡，红军经过一天激战，全歼第七十八师1个旅又2个整团，取得了红军三个方面军会师后大捷。丁德隆受到撤职处分，第一师副师长李文调任七十八师师长。
西安事變發生後，被編入「討逆軍」第二縱隊。下轄第一師，師長胡宗南（轄李正先、詹忠言兩個旅）；第七十八師，師長丁德隆（轄廖昂、李用章兩個旅）。西北補充旅，旅長楊得亮。

### 中國抗日戰爭時期
1937年9月，因抗戰需要，以該軍為基礎編成國民革命軍第十七軍團，軍團長由軍長胡宗南擔任（仍兼軍長）。參加淞滬會戰（其間第三十二師曾隸屬該軍）。
1938年5月12日，李鐵軍接任軍長。7月28日，陶峙岳擔任軍長，下轄第一師，師長李鐵軍，1938年5月12日李正先接任；第七十八師，師長李文，1938年7月7日劉安祺接任。1938年6月，參加蘭封戰役。1938年秋參加武漢會戰。1939年，第一六七師（師長趙錫光）改編調入該軍序列。1940年5月周士冕接任第一六七師師長。胡宗南对第一军军长陶峙岳不放心，保荐陶为第三十四集团军副总司令；刚好丁德隆在陆军大学特别班第四期以第一名成绩毕业，胡向蒋介石保举丁德隆接任军长。1940年6月15日蒋介石特任丁德隆为第一军军长。1940年9月，韓錫侯接任第七十八師師長。1941年5月25日，丁德隆出任第三十八集团军副总司令兼第五十七军军长，韓錫侯接任第一军軍長，許良玉接任第七十八師師長。1942年4月，張卓接任軍長。1942年6月王隆璣接任第一六七師師長。1943年6月，臬春涌接任第一師師長。1945年1月，羅列接任軍長。薛敏泉接任第七十八師師長。5月，許良玉復任第七十八師師長。7月，黃正成接任第一師師長。
1945年底，第一軍，軍長羅列，下轄第一師，師長黃正成；第七十八師，師長許良玉；第一六七師，師長王隆璣。該軍自1941年5月隸屬國民革命軍第三十四集團軍後，參加過豫中會戰，長駐陝西。

### 第二次國共內戰時期
1946年5月，該軍整編為國民革命軍整編第一師，軍長羅列改任整編第一師師長。下轄整編第一旅，旅長黃正成。
1946年9月，整編第一旅于山西浮山被殲，旅長黃正成被俘。1947年6月，重新建立，旅長吳俊。整編第七十八旅，旅長沈策。整編第一六七旅，旅長李昆崗。1947年5月，整編第一六七旅在陝北蟠龍被殲，旅長李昆崗被俘。
整編第一六七旅重建後任命匡永美為旅長。是時，整編第一師，師長羅列，下轄整編第一旅，旅長吳俊；第七十八旅，旅長沈策；第一六七旅，旅長匡永美。
1948年9月，恢復第一軍番號。軍長陳鞠旅，所轄各旅恢復師番號。第一師，師長周環，1949年1月由袁書田接任；第七十八師，師長陳堅；第一六七師，師長曾永美。

## 番號消滅
1949年11月該軍於四川省境與中國人民解放軍作戰時，或陣亡、或投降、或解散。进入西康省西昌地区的残部，亦在1950年3月的西昌战役中被消灭。